# Campionati europei di judo 1953
I Campionati europei di judo 1953 sono stati la 3ª edizione della competizione organizzata dalla European Judo Union.
Si sono svolti a Bruxelles, in Belgio, dal 29 al 30 ottobre 1953. Non vennero assegnate medaglie di bronzo ma solamente medaglie d'oro e d'argento.

## Medagliere
| Pos.   | Nazione     | Oro | Argento | Bronzo | Totale |
| ------ | ----------- | --- | ------- | ------ | ------ |
| 1      | Paesi Bassi | 1   | 0       | 0      | 1      |
| 2      | Francia     | 0   | 1       | 0      | 1      |
| Totale | Totale      | 1   | 1       | 0      | 2      |

## Podi

### Uomini
| Evento         | Oro           | Argento         |
| Categoria Open | Anton Geesink | Bernard Pariset |